# Turcja na Letnich Igrzyskach Olimpijskich 1964
Turcję na Letnich Igrzyskach Olimpijskich 1964 reprezentowało 23 zawodników, tylko mężczyzn.

## Zdobyte medale
| Medal  | Zawodnik      | Dyscyplina | Konkurencja                                 | Rezultat |
| ------ | ------------- | ---------- | ------------------------------------------- | -------- |
| Złoto  | Kazim Ayvaz   | Zapasy     | Styl klasyczny, kategoria do 70 kg mężczyzn | [ 2 ]    |
| Złoto  | Ismail Ogan   | Zapasy     | Styl wolny, kategoria do 78 kg mężczyzn     | [ 2 ]    |
| Srebro | Hüseyin Akbas | Zapasy     | Styl wolny, kategoria do 57 kg mężczyzn     | [ 2 ]    |
| Srebro | Hasan Güngör  | Zapasy     | Styl wolny, kategoria do 87 kg mężczyzn     | [ 2 ]    |
| Srebro | Ahmet Ayık    | Zapasy     | Styl wolny, kategoria do 97 kg mężczyzn     | [ 2 ]    |
| Brąz   | Hamit Kaplan  | Zapasy     | Styl wolny, kategoria pow. 97 kg mężczyzn   | [ 2 ]    |